# Elliptische Lambda-Funktion
Die Elliptische Lambda-Funktion, auch Modulare Lambda-Funktion genannt, ist eine holomorphe modulare Funktion auf der oberen Halbebene der komplexen Zahlen. Sie ist eine Kongruenzuntergruppe vom Typ Γ(2). Sie wird als Hauptmodul für die modulare Kurve X(2) beschrieben.

## Definition der Funktion λ(𝜏)

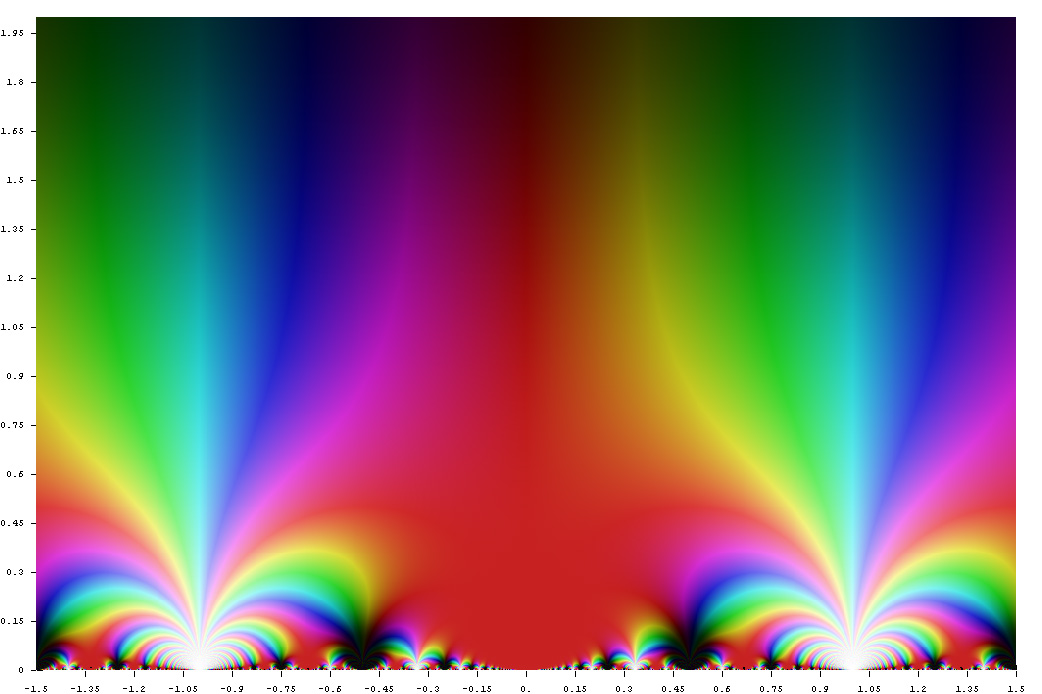
Komplexe Ebenendarstellung der elliptischen Lambdafunktion

Die Elliptische Lambda-Funktion ist auf folgende Weise definiert:
Sei {\displaystyle \mathbb {H} } die obere Halbebene der komplexen Zahlen, sodass für die Lambda-Funktion gilt {\displaystyle \lambda \colon \mathbb {H} \to \mathbb {C} }, dann kann Folgendes formuliert werden:
Ausdruck über die Jacobi-Thetafunktion:
{\displaystyle \lambda (\tau )={\frac {\vartheta _{10}^{4}[\exp(i\pi \tau )]}{\vartheta _{00}^{4}[\exp(i\pi \tau )]}}}
Dabei gilt:
{\displaystyle \vartheta _{10}[\exp(i\pi \tau )]=\sum _{n=-\infty }^{\infty }\exp[i\pi \tau (n+1/2)^{2}]}
{\displaystyle \vartheta _{00}[\exp(i\pi \tau )]=\sum _{n=-\infty }^{\infty }\exp(i\pi \tau n^{2})}
Die Kongruenzuntergruppe Γ(2) ist hierbei folgendermaßen beschaffen:
{\displaystyle \Gamma (2):=\left\{{\begin{pmatrix}a&b\\c&d\end{pmatrix}}\in \operatorname {SL} _{2}(\mathbb {Z} )|a\equiv d\equiv 1{\pmod {2}},b\equiv c\equiv 0{\pmod {2}}\right\}=\left\langle {\begin{pmatrix}1&2\\0&1\end{pmatrix}},{\begin{pmatrix}1&0\\2&1\end{pmatrix}},{\begin{pmatrix}-1&0\\0&-1\end{pmatrix}}\right\rangle }
Ausdruck über die Dedekindsche Etafunktion:
{\displaystyle \lambda (\tau )={\frac {16\eta ^{8}(\tau /2)\eta ^{16}(2\tau )}{\eta ^{24}(\tau )}}}
Ausdruck über die Weierstraß-Funktion:
{\displaystyle \lambda (\tau )={\frac {\wp (\tau /2+1/2,\tau )-\wp (\tau /2,\tau )}{\wp (1/2,\tau )-\wp (\tau /2,\tau )}}}

## Definition von Lambda-Stern

### Definition als Lösung einer Integralgleichung

Funktionsgraph für λ(ix) = λ*(x²)², das Quadrat der Lambda-Stern-Funktion

Die Elliptische Lambda-Funktion ausgedrückt mit einem Stern oben rechts über dem Lambda liefert den elliptischen Modul beziehungsweise die Exzentrizität auf folgende Weise:
{\displaystyle K\left[{\sqrt {1-\lambda ^{*}(x)^{2}}}\right]/K[\lambda ^{*}(x)]={\sqrt {x}}}
Dabei bezeichnet K das vollständige elliptische Integral erster Art.
Die Funktionen Lambda und Lambda-Stern stehen in folgender Beziehung zueinander:
{\displaystyle \lambda ^{*}(x)={\sqrt {\lambda (i{\sqrt {x}})}}}

### Definitionen über die Jacobischen Thetafunktionen
Primär ist die Funktion λ*(x) so über die Theta-Nullwertfunktionen definiert:
{\displaystyle \lambda ^{*}(x)={\frac {\vartheta _{10}^{2}[\exp(-\pi {\sqrt {x}})]}{\vartheta _{00}^{2}[\exp(-\pi {\sqrt {x}})]}}}
Ebenso kann Lambda-Stern-Funktion über den pythagoräisch komplementären Modul dargestellt werden:
{\displaystyle \lambda ^{*}(x)={\frac {\vartheta _{01}^{2}[\exp(-\pi /{\sqrt {x}})]}{\vartheta _{00}^{2}[\exp(-\pi /{\sqrt {x}})]}}}
Auch über die Theta-Nicht-Nullwertfunktionen ist die Definition möglich:
{\displaystyle \lambda ^{*}(x)={\frac {\vartheta _{10}\left[{\tfrac {1}{4}}\pi ;\exp \left(-{\tfrac {1}{2}}\pi {\sqrt {x}}\right)\right]^{4}}{\vartheta _{00}\left[{\tfrac {1}{4}}\pi ;\exp \left(-{\tfrac {1}{2}}\pi {\sqrt {x}}\right)\right]^{4}}}}
Die Thetafunktionen selbst sind nach Whittaker und Watson so definiert:
{\displaystyle \vartheta _{00}(v;w)=\prod _{n=1}^{\infty }\left(1-w^{2n}\right)\left[1+2\cos(2v)w^{2n-1}+w^{4n-2}\right]}
{\displaystyle \vartheta _{01}(v;w)=\prod _{n=1}^{\infty }\left(1-w^{2n}\right)\left[1-2\cos(2v)w^{2n-1}+w^{4n-2}\right]}
{\displaystyle \vartheta _{10}(v;w)=2w^{1/4}\cos(v)\prod _{n=1}^{\infty }\left(1-w^{2n}\right)\left[1+2\cos(2v)w^{2n}+w^{4n}\right]}
Außerdem gelten folgende Ausdrucksweisen:
{\displaystyle \vartheta _{00}(w)=\vartheta _{00}(0;w)}
{\displaystyle \vartheta _{01}(w)=\vartheta _{01}(0;w)}
{\displaystyle \vartheta _{10}(w)=\vartheta _{10}(0;w)}

### Definitionen als Summenreihen und Produktreihen
Die Lambda-Stern-Werte können mit diesen sehr schnell konvergierenden Definitionsformeln berechnet werden:
{\displaystyle \lambda ^{*}(x)={\biggl \{}\sum _{a=-\infty }^{\infty }\exp {\bigl [}-(a+1/2)^{2}\pi {\sqrt {x}}{\bigr ]}{\biggr \}}^{2}{\biggl \{}\sum _{a=-\infty }^{\infty }\exp(-a^{2}\pi {\sqrt {x}}){\biggr \}}^{-2}}
{\displaystyle \lambda ^{*}(x)={\biggl \{}\sum _{a=-\infty }^{\infty }\operatorname {sech} {\bigl [}(a+1/2)\pi {\sqrt {x}}{\bigr ]}{\biggr \}}{\biggl \{}\sum _{a=-\infty }^{\infty }\operatorname {sech} (a\pi {\sqrt {x}}){\biggr \}}^{-1}}
{\displaystyle \lambda ^{*}(x)={\biggl [}\sum _{a=-\infty }^{\infty }(-1)^{a}\exp {\biggl (}-{\frac {a^{2}\pi }{\sqrt {x}}}{\biggr )}{\biggr ]}^{2}{\biggl [}\sum _{a=-\infty }^{\infty }\exp \left(-{\frac {a^{2}\pi }{\sqrt {x}}}\right){\biggr ]}^{-2}}
{\displaystyle \lambda ^{*}(x)=\prod _{a=0}^{\infty }\operatorname {tanh} {\biggl [}{\frac {(a+1/2)\pi }{\sqrt {x}}}{\biggr ]}^{4}}

### Definition mit Integralen
Die Jacobische Theta-Nullwertfunktion ϑ₀₀ hat diese Integralidentität:
{\displaystyle \vartheta _{00}[\exp(-\pi {\sqrt {x}})]=1+2\exp(-\pi {\sqrt {x}})\int _{0}^{\infty }\exp \left(-\pi y^{2}\right){\frac {\exp(2\pi {\sqrt {x}})-\cos(2\pi {\sqrt[{4}]{x}}\,y)}{\cosh(2\pi {\sqrt {x}})-\cos(2\pi {\sqrt[{4}]{x}}\,y)}}\mathrm {d} y}
{\displaystyle \vartheta _{00}[\exp(-2\pi {\sqrt {x}})]=1+2\exp(-2\pi {\sqrt {x}})\int _{0}^{\infty }\exp \left(-\pi y^{2}\right){\frac {\exp(4\pi {\sqrt {x}})-\cos(2\pi {\sqrt[{4}]{4x}}\,y)}{\cosh(4\pi {\sqrt {x}})-\cos(2\pi {\sqrt[{4}]{4x}}\,y)}}\mathrm {d} y}
Die Lambda-Stern-Funktion kann dann auf jenem Definitionsweg dargestellt werden:
{\displaystyle \lambda ^{*}(x)=\sin {\biggl \langle }2\arccos {\biggl \{}{\frac {\vartheta _{00}[\exp(-2\pi {\sqrt {x}})]}{\vartheta _{00}[\exp(-\pi {\sqrt {x}})]}}{\biggr \}}{\biggr \rangle }}

### Weitere Identitäten zwischen Thetafunktion und Lambdafunktion
Für die Thetafunktionen ϑ₁₀ und ϑ₀₀ in reeller Form gelten folgende Formeln:
{\displaystyle \vartheta _{10}[\exp(-\pi {\sqrt {x}})]=\sum _{a=-\infty }^{\infty }\exp \left[-\left(a+{\tfrac {1}{2}}\right)^{2}\pi {\sqrt {x}}\right]={\biggl \{}\sum _{a=-\infty }^{\infty }\operatorname {sech} \left[\left(a+{\tfrac {1}{2}}\right)\pi {\sqrt {x}}\right]{\biggr \}}^{1/2}=}
{\displaystyle ={\sqrt {2\pi ^{-1}\lambda ^{*}(x)K[\lambda ^{*}(x)]}}={\sqrt[{4}]{\lambda ^{*}(4x)}}{\sqrt {4\pi ^{-1}K[\lambda ^{*}(4x)]}}}
{\displaystyle \vartheta _{00}[\exp(-\pi {\sqrt {x}})]=\sum _{a=-\infty }^{\infty }\exp(-a^{2}\pi {\sqrt {x}})={\biggl [}\sum _{a=-\infty }^{\infty }\operatorname {sech} (a\pi {\sqrt {x}}){\biggr ]}^{1/2}={\sqrt {2\pi ^{-1}K[\lambda ^{*}(x)]}}=\operatorname {agm} [1;\lambda ^{*}(1/x)]^{-1/2}}
{\displaystyle \vartheta _{01}[\exp(-\pi {\sqrt {x}})]=\sum _{a=-\infty }^{\infty }(-1)^{a}\exp(-a^{2}\pi {\sqrt {x}})={\sqrt {2\pi ^{-1}\lambda ^{*}(1/x)K[\lambda ^{*}(x)]}}}
Mit der Abkürzung agm wird das arithmetisch geometrische Mittel zum Ausdrück gebracht.
Von diesen beiden Thetafunktionen werden im Folgenden einige Theta-Nullwerte aufgelistet.

### Anwendungsbeispiele
Unendliche Summe der Kehrwerte ungeradstelliger Fibonacci-Zahlen:
{\displaystyle \sum _{n=1}^{\infty }{\frac {1}{F_{2n-1}}}=\sum _{n=1}^{\infty }{\frac {\sqrt {5}}{2}}\operatorname {sech} \left[\left(n-{\tfrac {1}{2}}\right)\operatorname {arcosh} \left({\tfrac {3}{2}}\right)\right]={\frac {\sqrt {5}}{4}}\sum _{a=-\infty }^{\infty }\operatorname {sech} \left[\left(a+{\tfrac {1}{2}}\right)\operatorname {arcosh} \left({\tfrac {3}{2}}\right)\right]=}
{\displaystyle ={\frac {\sqrt {5}}{4}}\vartheta _{10}(\Phi ^{-2})^{2}={\frac {\sqrt {5}}{8}}{\bigl [}\vartheta _{00}(\Phi ^{-1})^{2}-\vartheta _{01}(\Phi ^{-1})^{2}{\bigr ]}={\frac {\sqrt {5}}{\pi }}{\sqrt {\lambda ^{*}[16\,\pi ^{-2}\ln(\Phi )^{2}]}}K\{\lambda ^{*}[16\,\pi ^{-2}\ln(\Phi )^{2}]\}}
Dabei ist {\displaystyle \Phi ={\tfrac {{\sqrt {5}}+1}{2}}} die goldene Zahl.
Unendliche Summe der Kehrwerte ungeradstelliger Pell-Zahlen:
{\displaystyle \sum _{n=1}^{\infty }{\frac {1}{P(2n-1)}}={\frac {2{\sqrt {2}}}{\pi }}{\sqrt {\lambda ^{*}[16\,\pi ^{-2}\operatorname {arsinh} (1)^{2}]}}K\{\lambda ^{*}[16\,\pi ^{-2}\operatorname {arsinh} (1)^{2}]\}}

## Eigenschaften
Die Funktion {\displaystyle \lambda (\tau )} verhält sich in der auf folgende Weise erzeugten Gruppe invariant:
{\displaystyle \tau \longmapsto \tau +2;\tau \longmapsto {\frac {\tau }{1-2\tau }}}
Die Erzeuger der modularen Gruppen sind wie folgt beschaffen:
{\displaystyle \tau \longmapsto \tau +1;\lambda \longmapsto {\frac {\lambda }{\lambda -1}}}
{\displaystyle \tau \longmapsto -{\frac {1}{\tau }};\lambda \longmapsto 1-\lambda }
Folglich verhält sich die Gruppe in Bezug auf {\displaystyle \lambda (\tau )} unharmonisch.
Das Doppelverhältnis weist folgende sechs Werte auf:
{\displaystyle \left\{\lambda ,{\frac {1}{1-\lambda }},{\frac {\lambda -1}{\lambda }},{\frac {1}{\lambda }},{\frac {\lambda }{\lambda -1}},1-\lambda \right\}}

## Algebraische Beziehungen von Lambda-Stern

### Allgemeine Beziehungen
Generell ist jeder Lambda-Stern-Wert einer positiven rationalen Zahl eine positive algebraische Zahl:
{\displaystyle \lambda ^{*}(x\in \mathbb {Q} ^{+})\in \mathbb {A} ^{+}}
Folgende Beziehung gilt für alle n ∈ ℕ:
{\displaystyle {\sqrt {n}}=\sum _{a=1}^{n}\operatorname {dn} {\biggl \{}{\frac {2a}{n}}K{\biggl [}\lambda ^{*}{\biggl (}{\frac {1}{n}}{\biggr )}{\biggr ]};\lambda ^{*}{\biggl (}{\frac {1}{n}}{\biggr )}{\biggr \}}}
Hierbei ist dn die Jacobische elliptische Funktion Delta Amplitudinis.
Weiterhin gilt für alle Zahlen n ∈ ℕ:
{\displaystyle \lambda ^{*}(n^{2}x)=\lambda ^{*}(x)^{n}\prod _{a=1}^{n}\operatorname {sn} {\biggl \{}{\frac {2a-1}{n}}K{\bigl [}\lambda ^{*}(x){\bigr ]};\lambda ^{*}(x){\biggr \}}^{2}}
{\displaystyle \lambda ^{*}(4n^{2})=\prod _{a=1}^{n}\operatorname {sl} \left({\frac {2a-1}{4n}}\varpi \right)^{4}}
Hierbei ist sn die Jacobische elliptische Funktion Sinus Amplitudinis, während sl der lemniskatische Sinus ist.

### Liste exemplarischer Beziehungen
Folgende weitere Beziehungen existieren zwischen den Lambda*-Funktionswerten:
{\displaystyle \lambda ^{*}(x)^{2}+\lambda ^{*}(1/x)^{2}=1}
{\displaystyle [\lambda ^{*}(x)+1][\lambda ^{*}(4/x)+1]=2}
{\displaystyle \lambda ^{*}(4x)={\frac {1-{\sqrt {1-\lambda ^{*}(x)^{2}}}}{1+{\sqrt {1-\lambda ^{*}(x)^{2}}}}}={\frac {\lambda ^{*}(x)^{2}}{{\bigl [}\,1+{\sqrt {1-\lambda ^{*}(x)^{2}}}\,{\bigr ]}^{2}}}}
{\displaystyle \lambda ^{*}(4x)=\tan \left\{{\tfrac {1}{2}}\arcsin[\lambda ^{*}(x)]\right\}^{2}=\tanh \left\{{\tfrac {1}{2}}\operatorname {artanh} [\lambda ^{*}(x)]\right\}^{2}}
{\displaystyle [\lambda ^{*}(x)-\lambda ^{*}(9x)]^{4}=16\lambda ^{*}(x)\lambda ^{*}(9x)\left[1-\lambda ^{*}(x)^{2}\right]\left[1-\lambda ^{*}(9x)^{2}\right]}
{\displaystyle \lambda ^{*}(x)-\lambda ^{*}(9x)=2[\lambda ^{*}(x)\lambda ^{*}(9x)]^{1/4}-2[\lambda ^{*}(x)\lambda ^{*}(9x)]^{3/4}}
{\displaystyle {\sqrt {\lambda ^{*}(x)\lambda ^{*}(9x)}}+{\sqrt[{4}]{\left[1-\lambda ^{*}(x)^{2}\right]\left[1-\lambda ^{*}(9x)^{2}\right]}}=1}
{\displaystyle {\biggl [}{\frac {2\lambda ^{*}(x)}{1-\lambda ^{*}(x)^{2}}}{\biggr ]}^{1/2}-{\biggl [}{\frac {2\lambda ^{*}(25x)}{1-\lambda ^{*}(25x)^{2}}}{\biggr ]}^{1/2}=2{\biggl [}{\frac {2\lambda ^{*}(x)}{1-\lambda ^{*}(x)^{2}}}{\biggr ]}^{1/12}{\biggl [}{\frac {2\lambda ^{*}(25x)}{1-\lambda ^{*}(25x)^{2}}}{\biggr ]}^{1/12}+2{\biggl [}{\frac {2\lambda ^{*}(x)}{1-\lambda ^{*}(x)^{2}}}{\biggr ]}^{5/12}{\biggl [}{\frac {2\lambda ^{*}(25x)}{1-\lambda ^{*}(25x)^{2}}}{\biggr ]}^{5/12}}
{\displaystyle \left[\lambda ^{*}(x)^{1/2}-\lambda ^{*}(25x)^{1/2}\right]\left[\lambda ^{*}(x)+\lambda ^{*}(25x)+6\lambda ^{*}(x)^{1/2}\lambda ^{*}(25x)^{1/2}\right]=4\lambda ^{*}(x)^{1/4}\lambda ^{*}(25x)^{1/4}[1-\lambda ^{*}(x)\lambda ^{*}(25x)]}
{\displaystyle \lambda ^{*}(x)\lambda ^{*}(25x)+{\sqrt {[1-\lambda ^{*}(x)]^{2}[1-\lambda ^{*}(25x)]^{2}}}+2{\sqrt[{6}]{16\lambda ^{*}(x)^{2}\lambda ^{*}(25x)^{2}\left[1-\lambda ^{*}(x)^{2}\right]\left[1-\lambda ^{*}(25x)^{2}\right]}}=1}
{\displaystyle {\sqrt[{4}]{\lambda ^{*}(x)\lambda ^{*}(49x)}}+{\sqrt[{8}]{\left[1-\lambda ^{*}(x)^{2}\right]\left[1-\lambda ^{*}(49x)^{2}\right]}}=1}
{\displaystyle {\sqrt {\lambda ^{*}(x)\lambda ^{*}(121x)}}+{\sqrt[{4}]{\left[1-\lambda ^{*}(x)^{2}\right]\left[1-\lambda ^{*}(121x)^{2}\right]}}+2{\sqrt[{12}]{16\lambda ^{*}(x)^{2}\lambda ^{*}(121x)^{2}\left[1-\lambda ^{*}(x)^{2}\right]\left[1-\lambda ^{*}(121x)^{2}\right]}}=1}
{\displaystyle {\sqrt[{4}]{\lambda ^{*}(x)\lambda ^{*}(529x)}}+{\sqrt[{8}]{\left[1-\lambda ^{*}(x)^{2}\right]\left[1-\lambda ^{*}(529x)^{2}\right]}}+{\sqrt {2}}{\sqrt[{24}]{16\lambda ^{*}(x)^{2}\lambda ^{*}(529x)^{2}\left[1-\lambda ^{*}(x)^{2}\right]\left[1-\lambda ^{*}(529x)^{2}\right]}}=1}

### Ramanujansche Funktionen
Folgende Beziehungen gelten zu den Ramanujanschen Funktionen g und G:
{\displaystyle G(x)=\sin\{2\arcsin[\lambda ^{*}(x)]\}^{-1/12}=1\left/\left[{\sqrt[{12}]{2\lambda ^{*}(x)}}{\sqrt[{24}]{1-\lambda ^{*}(x)^{2}}}\right]\right.}
{\displaystyle g(x)=\tan\{2\arctan[\lambda ^{*}(x)]\}^{-1/12}={\sqrt[{12}]{[1-\lambda ^{*}(x)^{2}]/[2\lambda ^{*}(x)]}}}
{\displaystyle \lambda ^{*}(x)=\tan \left\{{\tfrac {1}{2}}\arctan \left[g(x)^{-12}\right]\right\}={\sqrt {g(x)^{24}+1}}-g(x)^{12}}

## Spezielle Werte

### Lambda-Stern-Werte ganzer Zahlen
In dieser Liste werden die Lambda-Stern-Werte der ganzen Zahlen 1 bis 25 radikalisch dargestellt:
{\displaystyle \lambda ^{*}(1)={\frac {1}{2}}{\sqrt {2}}}
{\displaystyle \lambda ^{*}(2)={\sqrt {2}}-1}
{\displaystyle \lambda ^{*}(3)={\frac {1}{4}}\left({\sqrt {6}}-{\sqrt {2}}\right)}
{\displaystyle \lambda ^{*}(4)=\left({\sqrt {2}}-1\right)^{2}}
{\displaystyle \lambda ^{*}(5)={\frac {1}{2}}\left({\sqrt {{\sqrt {5}}-1}}-{\sqrt {3-{\sqrt {5}}}}\right)}
{\displaystyle \lambda ^{*}(6)=\left(2-{\sqrt {3}}\right)\left({\sqrt {3}}-{\sqrt {2}}\right)}
{\displaystyle \lambda ^{*}(7)={\frac {1}{8}}\left(3{\sqrt {2}}-{\sqrt {14}}\right)}
{\displaystyle \lambda ^{*}(8)=\left({\sqrt {2}}+1-{\sqrt {2{\sqrt {2}}+2}}\right)^{2}}
{\displaystyle \lambda ^{*}(9)={\frac {1}{2}}\left({\sqrt {3}}-1\right)\left({\sqrt {2}}-{\sqrt[{4}]{3}}\right)}
{\displaystyle \lambda ^{*}(10)=\left({\sqrt {10}}-3\right)\left({\sqrt {2}}-1\right)^{2}}
{\displaystyle \lambda ^{*}(11)={\frac {1}{16}}\left({\sqrt {22}}+3{\sqrt {2}}\right)\left({\frac {1}{3}}{\sqrt[{3}]{6{\sqrt {3}}+2{\sqrt {11}}}}-{\frac {1}{3}}{\sqrt[{3}]{6{\sqrt {3}}-2{\sqrt {11}}}}+{\frac {1}{3}}{\sqrt {11}}-1\right)^{4}}
{\displaystyle \lambda ^{*}(12)=\left({\sqrt {3}}-{\sqrt {2}}\right)^{2}\left({\sqrt {2}}-1\right)^{2}}
{\displaystyle \lambda ^{*}(13)={\frac {1}{2}}\left({\sqrt {5{\sqrt {13}}-17}}-{\sqrt {19-5{\sqrt {13}}}}\right)}
{\displaystyle \lambda ^{*}(14)=\left(2{\sqrt {2}}+2-{\sqrt {8{\sqrt {2}}+11}}\right)\left({\sqrt {8{\sqrt {2}}+11}}-{\sqrt {8{\sqrt {2}}+10}}\right)}
{\displaystyle \lambda ^{*}(15)={\frac {1}{16}}\left({\sqrt {10}}-{\sqrt {6}}\right)\left(3-{\sqrt {5}}\right)\left(2-{\sqrt {3}}\right)}
{\displaystyle \lambda ^{*}(16)=\left({\sqrt {2}}+1\right)^{2}\left({\sqrt[{4}]{2}}-1\right)^{4}}
{\displaystyle \lambda ^{*}(17)={\frac {1}{4}}\left({\sqrt {7+{\sqrt {17}}}}-{\sqrt {{\sqrt {17}}+3}}\right)\left({\sqrt {5+{\sqrt {17}}}}-{\sqrt[{4}]{10{\sqrt {17}}+38}}\right)}
{\displaystyle \lambda ^{*}(18)=\left(2-{\sqrt {3}}\right)^{2}\left({\sqrt {2}}-1\right)^{3}}
{\displaystyle \lambda ^{*}(19)={\frac {1}{16}}\left(3{\sqrt {38}}+13{\sqrt {2}}\right)\left[{\frac {1}{6}}\left({\sqrt {19}}-2+{\sqrt {3}}\right){\sqrt[{3}]{3{\sqrt {3}}-{\sqrt {19}}}}-{\frac {1}{6}}\left({\sqrt {19}}-2-{\sqrt {3}}\right){\sqrt[{3}]{3{\sqrt {3}}+{\sqrt {19}}}}-{\frac {1}{3}}\left(5-{\sqrt {19}}\right)\right]^{4}}
{\displaystyle \lambda ^{*}(20)=\left({\sqrt {10}}-3\right)\left({\sqrt {5}}+2\right)\left({\sqrt {2}}-1\right)\left({\sqrt {{\sqrt {5}}-1}}-1\right)^{2}}
{\displaystyle \lambda ^{*}(21)={\frac {1}{4}}\left[\left({\sqrt {7}}-{\sqrt {3}}\right)\left({\sqrt {3}}+1\right){\sqrt {{\sqrt {7}}-2}}-2{\sqrt {14}}+5{\sqrt {2}}-{\sqrt {42}}+2{\sqrt {6}}\right]}
{\displaystyle \lambda ^{*}(22)=\left(10-3{\sqrt {11}}\right)\left(3{\sqrt {11}}-7{\sqrt {2}}\right)}
{\displaystyle \lambda ^{*}(23)={\frac {1}{32}}\left(5{\sqrt {2}}+{\sqrt {46}}\right)\left[{\frac {2}{3}}+{\frac {1}{6}}\left({\sqrt {3}}+1\right){\sqrt[{3}]{100-12{\sqrt {69}}}}-{\frac {1}{6}}\left({\sqrt {3}}-1\right){\sqrt[{3}]{100+12{\sqrt {69}}}}\right]^{4}}
{\displaystyle \lambda ^{*}(24)=\left(2+{\sqrt {3}}\right)^{2}\left[{\sqrt {3}}+{\sqrt {2}}-\left({\sqrt {3}}-1\right)\left({\sqrt {2}}+1\right){\sqrt {{\sqrt {3}}+{\sqrt {2}}}}\right]^{2}}
{\displaystyle \lambda ^{*}(25)={\frac {1}{2}}\left({\sqrt {10}}-2{\sqrt {2}}\right)\left(3-2{\sqrt[{4}]{5}}\right)}
Weitere Lambdafunktionswerte des Schemas λ*(4n - 2) mit n ∈ ℕ können vereinfacht mit dem Tangens dargestellt werden:
{\displaystyle \lambda ^{*}(26)=\left({\sqrt {26}}+5\right)\left({\sqrt {2}}-1\right)^{2}\tan \left[{\tfrac {1}{4}}\pi -\arctan \left({\tfrac {1}{3}}{\sqrt[{3}]{3{\sqrt {3}}+{\sqrt {26}}}}-{\tfrac {1}{3}}{\sqrt[{3}]{3{\sqrt {3}}-{\sqrt {26}}}}+{\tfrac {1}{6}}{\sqrt {26}}-{\tfrac {1}{2}}{\sqrt {2}}\right)\right]^{4}}
{\displaystyle \lambda ^{*}(30)=\tan \left\{{\tfrac {1}{2}}\arctan \left[\left({\sqrt {10}}-3\right)^{2}\left({\sqrt {5}}-2\right)^{2}\right]\right\}}
{\displaystyle \lambda ^{*}(34)=\tan \left\{{\tfrac {1}{4}}\arcsin \left[{\tfrac {1}{9}}\left({\sqrt {17}}-4\right)^{2}\right]\right\}}
{\displaystyle \lambda ^{*}(42)=\tan \left\{{\tfrac {1}{2}}\arctan \left[\left(2{\sqrt {7}}-3{\sqrt {3}}\right)^{2}\left(2{\sqrt {2}}-{\sqrt {7}}\right)^{2}\right]\right\}}
{\displaystyle \lambda ^{*}(46)=\tan \left\{{\tfrac {1}{4}}\arcsin \left[{\tfrac {1}{207}}\left(104{\sqrt {2}}-147\right)\right]\right\}}
{\displaystyle \lambda ^{*}(50)=\left({\sqrt {2}}-1\right)\tan \left[\arctan \left({\tfrac {1}{3}}{\sqrt {5}}-{\tfrac {1}{3}}{\sqrt[{3}]{6{\sqrt {30}}+4{\sqrt {5}}}}+{\tfrac {1}{3}}{\sqrt[{3}]{6{\sqrt {30}}-4{\sqrt {5}}}}\right)-{\tfrac {1}{8}}\pi \right]^{4}}
{\displaystyle \lambda ^{*}(58)=\tan \left[{\tfrac {1}{4}}\arcsin \left({\tfrac {1}{9801}}\right)\right]}

### Lambda-Stern-Werte von gebrochen rationalen Zahlen
In jener Liste sind die Lambda-Stern-Werte von Brüchen aufgelistet:
{\displaystyle \lambda ^{*}\left({\frac {1}{2}}\right)={\sqrt {2{\sqrt {2}}-2}}}
{\displaystyle \lambda ^{*}\left({\frac {1}{3}}\right)={\frac {1}{4}}\left({\sqrt {6}}+{\sqrt {2}}\right)}
{\displaystyle \lambda ^{*}\left({\frac {2}{3}}\right)=\left(2-{\sqrt {3}}\right)\left({\sqrt {3}}+{\sqrt {2}}\right)}
{\displaystyle \lambda ^{*}\left({\frac {1}{4}}\right)=2{\sqrt[{4}]{2}}\left({\sqrt {2}}-1\right)}
{\displaystyle \lambda ^{*}\left({\frac {3}{4}}\right)={\sqrt[{4}]{8}}\left({\sqrt {3}}-{\sqrt {2}}\right)\left({\sqrt {2}}+1\right){\sqrt {\left({\sqrt {3}}-1\right)^{3}}}}
{\displaystyle \lambda ^{*}\left({\frac {1}{5}}\right)={\frac {1}{2}}\left({\sqrt {{\sqrt {5}}-1}}+{\sqrt {3-{\sqrt {5}}}}\right)}
{\displaystyle \lambda ^{*}\left({\frac {2}{5}}\right)=\left({\sqrt {10}}-3\right)\left({\sqrt {2}}+1\right)^{2}}
{\displaystyle \lambda ^{*}\left({\frac {3}{5}}\right)={\frac {1}{16}}\left({\sqrt {10}}-{\sqrt {6}}\right)\left(3+{\sqrt {5}}\right)\left(2+{\sqrt {3}}\right)}
{\displaystyle \lambda ^{*}\left({\frac {4}{5}}\right)=\left({\sqrt {10}}+3\right)\left({\sqrt {5}}+2\right)\left({\sqrt {2}}+1\right)\left({\sqrt {{\sqrt {5}}-1}}-1\right)^{2}}

## Ableitung
Die Funktion λ*(x) wird auf folgende Weise abgeleitet:
{\displaystyle {\frac {\mathrm {d} }{\mathrm {d} x}}\lambda ^{*}(x)=-{\frac {\lambda ^{*}(x)\lambda ^{*}(1/x)^{2}K[\lambda ^{*}(x)]^{2}}{\pi {\sqrt {x}}}}=-{\frac {\lambda ^{*}(x)\lambda ^{*}(1/x)^{2}K[\lambda ^{*}(x)]^{3}}{\pi K[\lambda ^{*}(1/x)]}}}
Dies wird im nun Folgenden bewiesen. Für die Ableitung des vollständigen elliptischen Integrals erster Art gilt:
{\displaystyle {\frac {\mathrm {d} }{\mathrm {d} x}}K(x)={\frac {E(x)-(1-x^{2})K(x)}{x(1-x^{2})}}}
Mit der Quotientenregel kann die Umkehrfunktion zur elliptischen Lambda-Stern-Funktion abgeleitet werden:
{\displaystyle {\frac {\mathrm {d} }{\mathrm {d} x}}{\frac {K\left({\sqrt {1-x^{2}}}\right)^{2}}{K(x)^{2}}}=-{\frac {2K\left({\sqrt {1-x^{2}}}\right)}{x(1-x^{2})K(x)^{3}}}\left[K(x)E\left({\sqrt {1-x^{2}}}\right)+E(x)K\left({\sqrt {1-x^{2}}}\right)-K(x)K\left({\sqrt {1-x^{2}}}\right)\right]}
Die Legendresche Identität besagt, dass die in den eckigen Klammern stehende Bilanz konstant den Wert π/2 annimmt:
{\displaystyle {\frac {\mathrm {d} }{\mathrm {d} x}}{\frac {K\left({\sqrt {1-x^{2}}}\right)^{2}}{K(x)^{2}}}=-{\frac {\pi K\left({\sqrt {1-x^{2}}}\right)}{x(1-x^{2})K(x)^{3}}}}
Nach der Umkehrregel ist die Ableitung einer Funktion der Kehrwert der Ableitung ihrer Umkehrfunktion mit der Funktion als innere Variable:
{\displaystyle {\frac {\mathrm {d} }{\mathrm {d} x}}\lambda ^{*}(x)=\left[{\frac {\mathrm {d} }{\mathrm {d} w}}\,{\frac {K\left({\sqrt {1-w^{2}}}\right)^{2}}{K(w)^{2}}}\right]^{-1}[w=\lambda ^{*}(x)]=\left[-{\frac {\pi K\left({\sqrt {1-w^{2}}}\right)}{w(1-w^{2})K(w)^{3}}}\right]^{-1}[w=\lambda ^{*}(x)]=}
{\displaystyle =\left[-{\frac {w(1-w^{2})K(w)^{3}}{\pi K\left({\sqrt {1-w^{2}}}\right)}}\right][w=\lambda ^{*}(x)]=-{\frac {\lambda ^{*}(x)\lambda ^{*}(1/x)^{2}K[\lambda ^{*}(x)]^{3}}{\pi K[\lambda ^{*}(1/x)]}}}